# Drosophila apodasta
Drosophila apodasta är en tvåvingeart som beskrevs av Elmo Hardy 1965. Drosophila apodasta ingår i släktet Drosophila och familjen daggflugor.
Artens utbredningsområde är Hawaii.